# 136
136 рік — високосний рік, що почався в неділю за григоріанським календарем. 
Римська імперія •  Парфянське царство •  Кушанське царство •  Східна Хань •  Сармати

## Геополітична ситуація
Римську імперію очолює імператор Адріан (до 138). Імперія  займає Апеннінський, Піренейський та Балканський півострови, Галлію, частину Британії, Близький Схід, Північну Африку включно з Єгиптом. 
Наймогутніша держава центральної Азії — Парфянське царство. Наймогутніша держава Індостану — Кушанське царство. Династія Хань править у Китаї.  Корейський півострів ділять між собою Три корейські держави. 
Триває докласичний період цивілізації мая.
На території майбутньої України, в степах Причорномор'я, кочують сармати, північніше — племена Черняхівської культури.

## Події

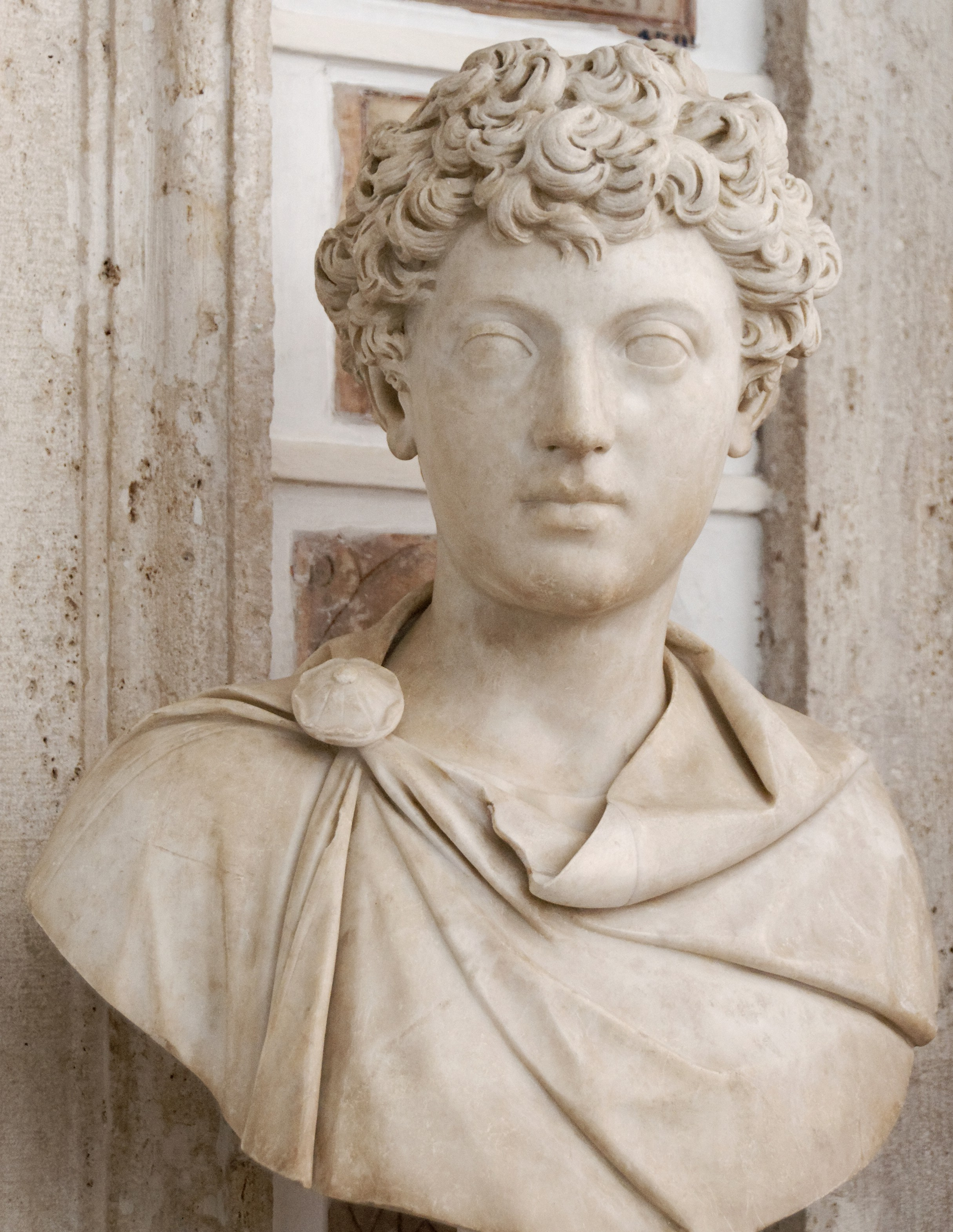
Молодий Марк Вер, майбутній Марк Аврелій

- Консулами у Римі були Луцій Цейоній Коммод та Секст Веттулен Цивика Помпеян[1].
- У квітні римський імператор Адріан усиновив і проголосив наступником Елія Вера, що був хворий на сухоти.
- Молодий Марк Аврелій, якому протегував імператор Адріан, став префектом міста, припускають, що саме в цей час він почав навчатися у грецького вченого Аполонія Халкедонського[1].
- 31 травня в Александрії опубліковано указ Адріана про боротьбу з голодом у Єгипті.[1]
- Почався понтфікат папи Гігіна (за іншими даними — з 138).
- Римляни вигнали євреїв з Єрусалима.
- Внаслідок важких воєн, влада ханьської імперії в Сіюе (Східний Туркестан) похитнулася. Між князівствами почалися міжусобні війни.

## Померли
- Елевферій (єпископ Візантійський)